# Eryngium × heteracanthum
Eryngium × heteracanthum är en hybridart i släktet martornar och familjen flockblommiga växter.
Arten är en korsning mellan Eryngium campestre och Eryngium creticum och förekommer i forna Jugoslavien. Den beskrevs av Alois Teyber 1909.